# John Cranko

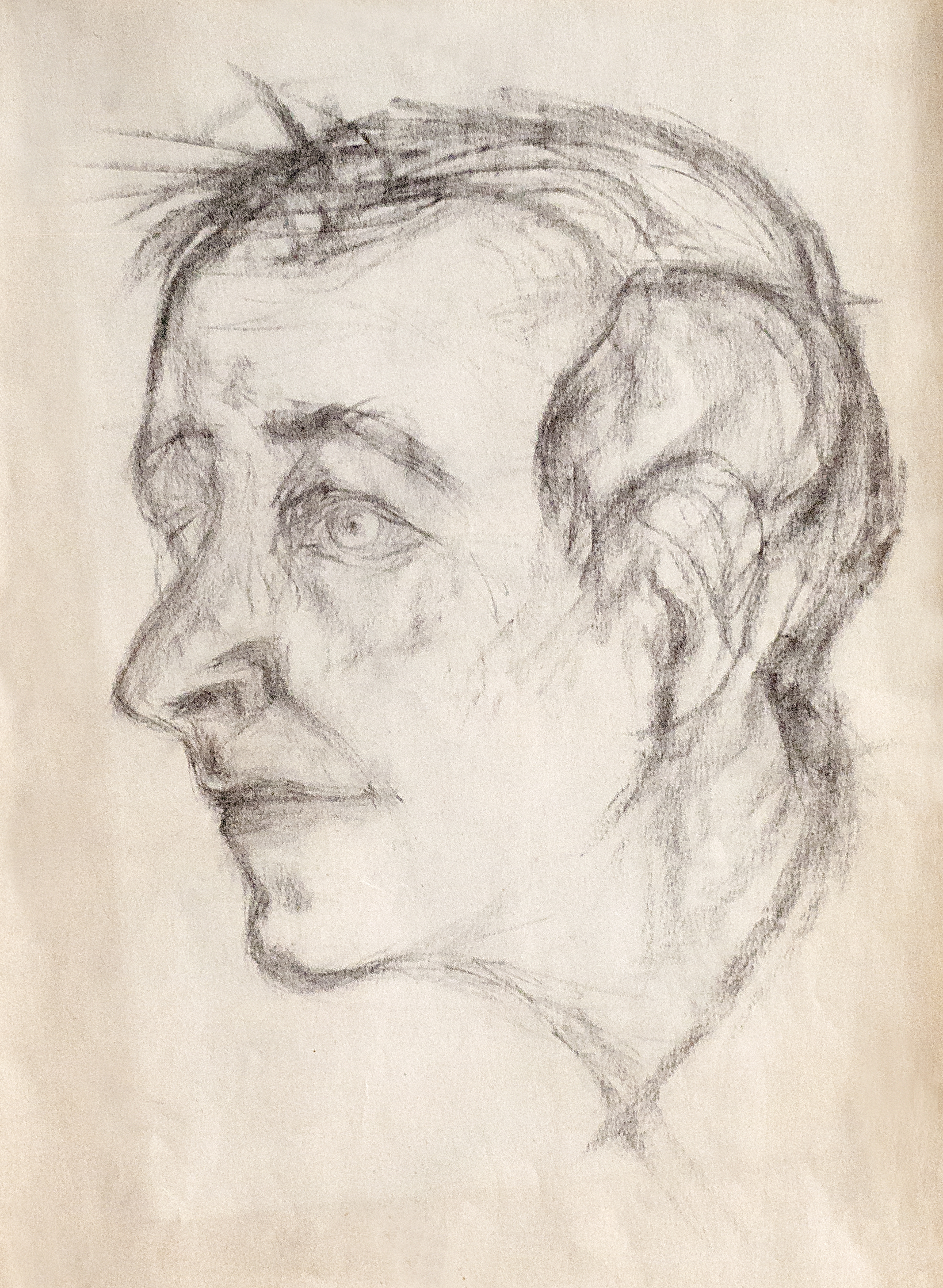
Eva Zippel: Porträtzeichnung von John Cranko, 1965

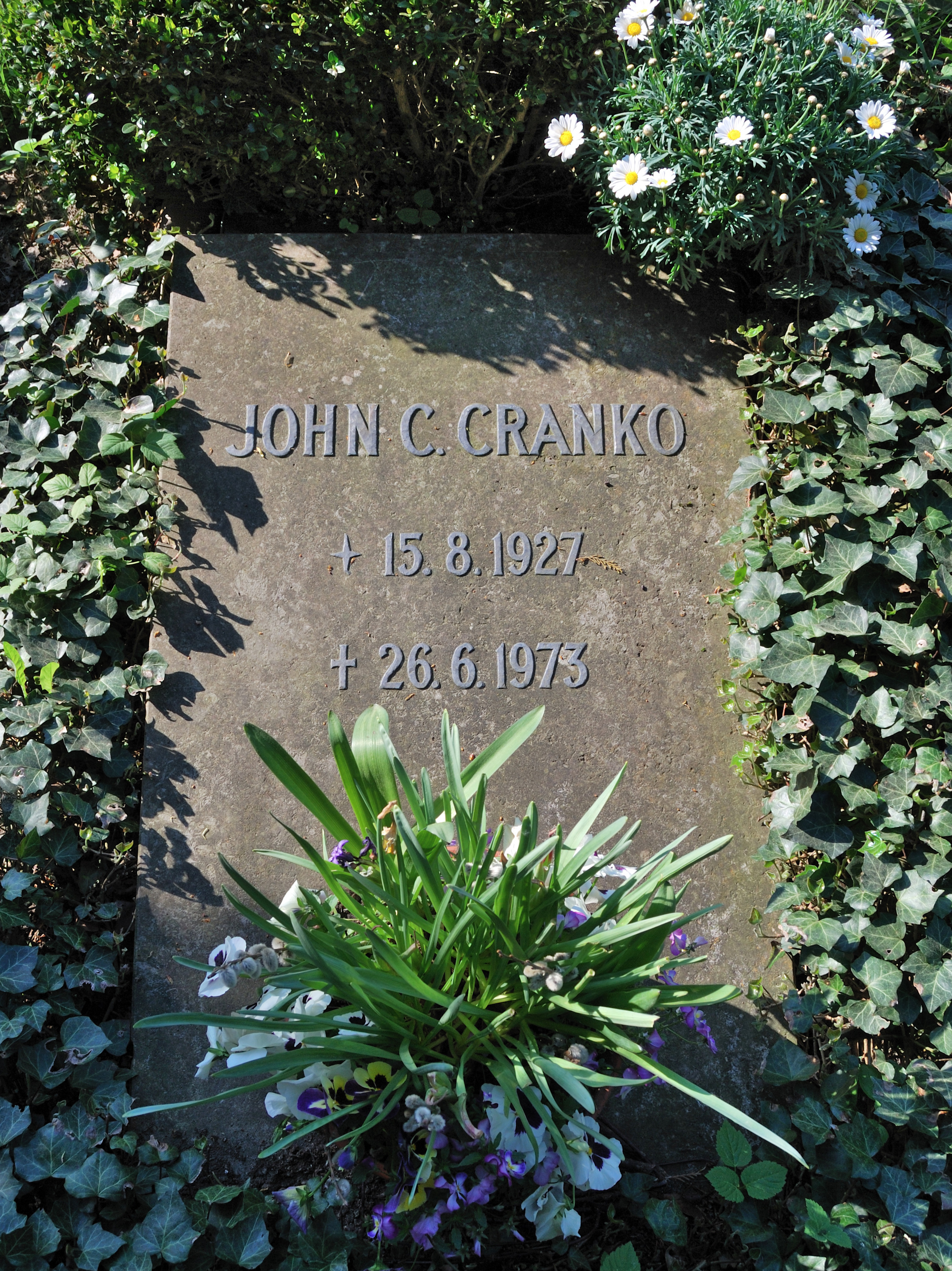
Grabstein auf dem Stuttgarter Solitude-Friedhof

John Cyril Cranko (* 15. August 1927 in Rustenburg, Südafrika; † 26. Juni 1973 auf einem Rückflug aus den USA) war ein südafrikanisch-britischer Balletttänzer und Choreograf. Cranko war ab 1961 Leiter des Stuttgarter Balletts, das er innerhalb weniger Jahre zu einer der führenden Ballettkompanien der Welt machte.

## Leben
John Cranko studierte zunächst in Kapstadt. 1946 ging er nach London und wurde Mitglied des Sadler’s Wells Theatre Ballet (später in Royal Ballet School umbenannt). Für die Spielzeit 1950/51 wurde er im Alter von 23 Jahren zum festen Choreografen für das Ballett ernannt. 1955 choreografierte er für die Pariser Oper La Belle Hélène. Seine erste abendfüllende Ballettaufführung in Großbritannien hatte er 1957 mit Der Pagodenprinz. 
Cranko war homosexuell und nach einer Anzeige wegen „homosexueller Vergehen“ in die Schlagzeilen der Londoner Boulevardpresse geraten. Aus dem Grund verließ er Großbritannien und ging nach Stuttgart, wo er 1961 von Walter Erich Schäfer zum Direktor des Stuttgarter Balletts berufen wurde. Hier engagierte er eine Gruppe von begabten Tänzern, u. a. Marcia Haydée, Egon Madsen, Richard Cragun und Birgit Keil.
Zu seinen Choreografien in Stuttgart gehörten Romeo und Julia nach William Shakespeare (1962), eine Adaption des Versromans Eugen Onegin (1965) nach Alexander Puschkin, Der Widerspenstigen Zähmung nach Shakespeare (1969), Brouillards (1970) Carmen (1971) mit Musik von Wolfgang Fortner und Wilfried Steinbrenner und schließlich Spuren (1973) mit Musik von Gustav Mahler.
Crankos Choreografien trugen maßgeblich zum internationalen Erfolg des Stuttgarter Balletts bei, der 1969 mit einem Gastspiel an der New Yorker Metropolitan Opera begann. 1971 gründete er in Stuttgart eine eigene Ballett-Schule mit Internat, die 1974 ihm zu Ehren in John Cranko Schule umbenannt wurde. Die John Cranko Schule ist heute Ballettschule der Württembergischen Staatstheater sowie Berufsfachschule und Staatliche Ballettakademie.
1973 erstickte Cranko nach einer allergischen Reaktion auf eine Schlaftablette, die er während eines Transatlantikfluges von Philadelphia nach Stuttgart eingenommen hatte, zwei Tage nach dem Ende einer erfolgreichen Tournee durch die Vereinigten Staaten. Das Flugzeug musste in Dublin notlanden, wo Cranko in einem Krankenhaus für tot erklärt wurde. Sein Grab befindet sich auf dem Stuttgarter Solitude-Friedhof neben dem gleichnamigen Schloss.

## Nachleben
Zur Feier seines 80. Geburtstags im August 2007 veranstaltete das Stuttgarter Ballett das Cranko Festival 2007, eine Veranstaltungsreihe in Stuttgart. 
Nach ihm wurden die John-Cranko-Gesellschaft und der John-Cranko-Weg in der Stuttgarter Innenstadt benannt.
Die Choreologin und Ballettmeisterin Georgette Tsinguirides hat große Teile von Crankos Werk in der Benesh Movement Notation aufgezeichnet und weltweit an Ballett-Compagnien weitervermittelt.
Im April 2020 erschien der Roman von Thomas Aders Seelentanz – John Cranko und das Stuttgarter Ballettwunder als Podcast. In 27 Episoden wird darin das Leben John Crankos dargestellt, wofür der Autor die persönlichen Erinnerungen Dutzender Zeitzeugen auswertete, darunter die der Haupttänzer John Crankos.
Der ehemalige Tänzer, Choreograf und Ballettdirektor Ashley Killar veröffentlichte 2022 die Biografie Cranko: The Man and his Choreography in englischer Sprache.
Im Oktober 2023 veröffentlichte das Stuttgarter Ballett das Buch John Cranko. Tanzvisionär mit Interviews zahlreicher Weggefährten des Choreografen sowie mit vielen, teils unveröffentlichten Fotos und einer Biografie.
Am 20. September 2024 feierte der Regisseur Joachim A. Lang die Veröffentlichung seines Biopics Cranko über das Leben von John Cranko mit einer Sondervorführung im Opernhaus in Stuttgart. In der Hauptrolle als John Cranko ist in dem Film der britische Schauspieler Sam Riley zu sehen.